# Wspólnota administracyjna Bad Schönborn
Wspólnota administracyjna Bad Schönborn – wspólnota administracyjna (niem. Vereinbarte Verwaltungsgemeinschaft) w Niemczech, w kraju związkowym Badenia-Wirtembergia, w rejencji Karlsruhe, w regionie Mittlerer Oberrhein, w powiecie Karlsruhe. Siedziba wspólnoty znajduje się w miejscowości Bad Schönborn, przewodniczącym jej jest Rolf Müller.
Wspólnota administracyjna zrzesza dwie gminy wiejskie:
- Bad Schönborn, 12 530 mieszkańców, 24,09 km²
- Kronau, 5 566 mieszkańców, 10,91 km²